# Shahid Bahonar Stadium
Shahid Bahonar Stadium – wielofunkcyjny stadion w Kermanie, w Iranie. Został otwarty w 2007 roku. Może pomieścić 12 430 widzów. Swoje spotkania rozgrywają na nim piłkarze klubu Mes Kerman.